# Дом за пензионере и стара лица
Дом за пензионере и стара лица је институција која својим корисницима, у складу са њиховим потребама и рехабилитационим потенцијалима, обезбеђује: становање, негу, исхрану, здравствену заштиту, културнозабавне и рекреативне активности, окупационе активности и услуге социјалне заштите. Из области услуга социјалне заштите, дом обезбеђује услуге помоћи у кући и дневном боравку пензионера и других старих лица.